# حمد السياف
حمد فايز السياف لاعب كرة قدم سعودي ، يلعب كمدافع في نادي أحد.

## مسيرة اللاعب
لعب في نادي الاتفاق ونادي الساحل ونادي أحد.